# Straight from the Lab
Albums de Eminem
8 Mile Soundtrack
(2002) Encore
(2004)
Straight from the Lab est un EP d'Eminem, sorti en 2003. Bien que l'album soit un « bootleg », il a été commercialisé par Universal Music en Europe. L'album est en premier temps apparu sous la forme d'une compilation de 7 musiques sur internet, avant d'être commercialisé comme un "bootleg" de 16 titres en Europe.
En novembre 2013, le magazine américain Complex établi la liste des meilleurs albums, maxis et compilations d'Eminem et classe cet EP à la 7e place sur 16.
"We Are American" sera plus tard inclus dans les titres bonus, de la version de Deluxe de Encore, sous le nom de We As American.
"Love you More" est inclus dans les titres bonus, de la version Deluxe de Encore, à l'instar de We Are American.
"Can-I-Bitch" est un "diss track" visant le rappeur Canibus. Le titre "Can-I-Bitch" fait référence au premier album de celui-ci intitulé "Can-I-Bus".
"Come on In" sera inclus dans l'album D12 World du groupe D12 en 2004 sous le nom de "6 in the Morning".
"Hailie's Revenge" ou "Doe Rae Me" vise directement le rappeur Ja Rule dans un diss track en featuring avec D12 et Obbie Trice. La musique est étrangement disponible sur youtube, directement sur la chaîne de Eminem sous le nom de "Dead".
"Explosion" est un titre initialement sorti en 2002 inclus dans 8 mile soundtrack. Plus tard il sera crédité comme  "Rabbit Run".

## Liste des titres
| No | Titre                                                      | Paroles | Producteur(s)      | Durée |
| -- | ---------------------------------------------------------- | ------- | ------------------ | ----- |
| 1. | Monkey See, Monkey Do                                      | Eminem  | Eminem             | 3:40  |
| 2. | We Are Americans                                           | Eminem  | Eminem, Luis Resto | 4:59  |
| 3. | Love You More                                              | Eminem  | Eminem, Dr. Dre    | 4:56  |
| 4. | Can-I-Bitch                                                | Eminem  | Mike Elizondo      | 5:06  |
| 5. | Bully                                                      | Eminem  | Eminem             | 5:17  |
| 6. | Come on In (featuring D12)                                 | Eminem  | Eminem             | 4:34  |
| 7. | Hailie's Revenge (Doe Rae Me) (featuring D12 & Obie Trice) | Eminem  | Kon Artis          | 5:14  |

## Titres de l'édition deluxe
| No  | Titre                                                     | Producteur(s)                 | durée |
| --- | --------------------------------------------------------- | ----------------------------- | ----- |
| 8.  | "Kids" The Kids)                                          | Bass Brothers, Eminem         | 5:03  |
| 9.  | "Stimulate"                                               | Eminem                        | 5:03  |
| 10. | "Explosion" (Rabbit Run)                                  | Eminem                        | 3:08  |
| 11. | "The Conspiracy" (featuring 50 Cent)                      | Sticcy Z                      | 2:49  |
| 12. | "Bump Heads" (featuring 50 Cent, Tony Yayo & Lloyd Banks) | DJ Green Lantern              | 4:37  |
| 13. | "Lose Yourself" (Drum & Bass Remix)                       | Sticcy Z                      | 4:41  |
| 14. | "Cleanin' Out My Closet" (Drum & Bass Remix)              | Eminem, Luis Resto, Jeff Bass | 3:53  |
| 15. | "(God Is) Cleanin' Out My Closet" (Religious Remix)       | Eminem, Luis Resto, Jeff Bass | 5:42  |
| 16. | "Real 911" (featuring B-Real & Boo-Yaa T.R.I.B.E.)        | Eminem                        | 4:36  |